# 前田耕司
前田 耕司（まえだ こうじ、1964年10月27日 - ）は、広島県佐伯郡五日市町（現：広島市佐伯区）出身の元プロ野球選手（投手）。阪神タイガース、西武ライオンズ、広島東洋カープ、オリックス・ブルーウェーブに所属した。

## 来歴・人物
小・中学校の先輩である山本浩二（元：広島東洋カープ）に憧れ野球を始める。
福井工大福井高の監督・三原新二郎（当時）に「君が来てくれたら全国制覇も夢ではない。うちでみっちり野球を勉強しないか。一緒に甲子園に行こう」と誘われ野球留学する。高校3年次夏の1982年、エースとして夏の甲子園大会に出場。1回戦で盛岡工業高を降すが、2回戦で熊本工業高に惜敗。
プロ野球ドラフト会議で阪神タイガースから2位指名を受け入団。
プロ2年目の1984年9月に初登板初先発を果たし、憧れの山本浩二からプロ入り初三振を奪い話題となる。
1986年のシーズンオフに、田尾安志との交換トレードで、吉竹春樹と共に西武ライオンズに移籍した。左腕投手が不足していた当時の西武では、一軍の公式戦での登板機会が増加。1988年にはアメリカ1Aのサンノゼ・ジャイアンツへの野球留学も経験し10勝を挙げて帰国、同年9月対南海戦にてプロ入り初勝利を収める。
1993年には大塚賢一投手との交換トレードで、地元球団の広島東洋カープに移籍。当時監督を務めていた山本浩二の下で41試合に登板。1994年限りで広島から自由契約を言い渡されると、1995年にはオリックス・ブルーウェーブにテストで入団。登録名を前田康伺（読み同じ）に変更するが、同年限りで現役を引退した。
引退後
引退後は打撃投手としてオリックスに残り、2004年には伊原春樹監督（当時）の監督付き広報も兼務していた。しかし、野球選手としての経験と人脈をスポーツビズの関係者に見込まれたことから、2004年限りでオリックスを退団。チームスタッフなどで残る選択肢もあったが22年間の球界に在籍し8回の優勝経験とセ・パ両リーグ在籍で培った経験を機に40歳にしてスポーツマネジメントの世界へ転身した。
スポーツビズでは、およそ4年半にわたって、東京本社で野球部門のリーダーを務めた。それまで同社はプロ野球選手のマネジメントについて顕著な実績はなかったが、球界で培った人脈をフルに活かして約20名の現役プロ野球選手とマネジメント契約を成立させた。さらに、2009年に同社が大阪市内に創立した関西支社の支社長に就任。支社長として関西地方を拠点に活動するアスリートのマネジメントを統括する一方で、矢野燿大のマネジャーとしても活動。
2018年1月、株式会社プロアスリート（大阪市北区）を設立。同年7月、日本初となるスポーツマネジメント会社が運営をするプロアスリート鍼灸整骨院（神戸市中央区）を開院、8月にはプロアスリートリゾート（フィットネススタジオ）もオープンさせた。

## 詳細情報

### 年度別投手成績
| 年 度      | 球 団      | 登 板 | 先 発 | 完 投 | 完 封 | 無 四 球 | 勝 利 | 敗 戦 | セ 丨 ブ | ホ 丨 ル ド | 勝 率 | 打 者 | 投 球 回 | 被 安 打 | 被 本 塁 打 | 与 四 球 | 敬 遠 | 与 死 球 | 奪 三 振 | 暴 投 | ボ 丨 ク | 失 点 | 自 責 点 | 防 御 率 | W H I P |
| ---------- | ---------- | ----- | ----- | ----- | ----- | -------- | ----- | ----- | -------- | ----------- | ----- | ----- | -------- | -------- | ----------- | -------- | ----- | -------- | -------- | ----- | -------- | ----- | -------- | -------- | ------- |
| 1984       | 阪神       | 2     | 2     | 0     | 0     | 0        | 0     | 1     | 0        | --          | .000  | 30    | 6.0      | 6        | 0           | 6        | 0     | 1        | 1        | 0     | 1        | 5     | 5        | 7.50     | 2.00    |
| 1986       | 阪神       | 2     | 0     | 0     | 0     | 0        | 0     | 0     | 0        | --          | ----  | 7     | 1.2      | 2        | 0           | 0        | 0     | 0        | 1        | 0     | 0        | 1     | 1        | 5.40     | 1.20    |
| 1987       | 西武       | 6     | 2     | 0     | 0     | 0        | 0     | 1     | 0        | --          | .000  | 43    | 7.2      | 16       | 2           | 2        | 1     | 2        | 4        | 0     | 0        | 8     | 7        | 8.22     | 2.35    |
| 1988       | 西武       | 6     | 0     | 0     | 0     | 0        | 1     | 0     | 0        | --          | 1.000 | 36    | 8.2      | 10       | 2           | 1        | 0     | 0        | 5        | 0     | 0        | 3     | 2        | 2.08     | 1.27    |
| 1989       | 西武       | 3     | 0     | 0     | 0     | 0        | 0     | 0     | 0        | --          | ----  | 33    | 6.1      | 13       | 0           | 2        | 0     | 0        | 4        | 0     | 0        | 10    | 8        | 11.37    | 2.37    |
| 1990       | 西武       | 17    | 2     | 0     | 0     | 0        | 1     | 0     | 0        | --          | 1.000 | 131   | 31.1     | 29       | 4           | 12       | 0     | 0        | 16       | 2     | 0        | 17    | 17       | 4.88     | 1.31    |
| 1991       | 西武       | 3     | 2     | 0     | 0     | 0        | 0     | 0     | 0        | --          | ----  | 23    | 4.0      | 8        | 2           | 4        | 0     | 0        | 3        | 0     | 0        | 7     | 7        | 15.75    | 3.00    |
| 1992       | 西武       | 1     | 0     | 0     | 0     | 0        | 0     | 0     | 0        | --          | ----  | 5     | 0.2      | 0        | 0           | 3        | 0     | 0        | 0        | 0     | 0        | 0     | 0        | 0.00     | 4.50    |
| 1993       | 広島       | 41    | 1     | 0     | 0     | 0        | 2     | 0     | 0        | --          | 1.000 | 146   | 34.1     | 27       | 1           | 24       | 1     | 2        | 27       | 3     | 0        | 13    | 12       | 3.15     | 1.49    |
| 1994       | 広島       | 14    | 0     | 0     | 0     | 0        | 1     | 0     | 0        | --          | 1.000 | 31    | 6.0      | 9        | 3           | 4        | 0     | 1        | 2        | 1     | 0        | 6     | 6        | 9.00     | 2.17    |
| 通算：10年 | 通算：10年 | 95    | 9     | 0     | 0     | 0        | 5     | 2     | 0        | --          | .714  | 485   | 106.2    | 120      | 14          | 58       | 2     | 6        | 63       | 6     | 1        | 70    | 65       | 5.48     | 1.67    |

- 各年度の太字はリーグ最高

### 記録
- 初登板・初先発：1984年9月19日、対広島東洋カープ25回戦（阪神甲子園球場）、5回1失点で勝敗つかず
- 初勝利：1988年10月11日、対南海ホークス25回戦（大阪スタヂアム）、3回裏無死から2番手で救援登板、2回1/3を1失点

### 背番号
- 54（1983年 - 1986年）
- 48（1987年 - 1992年）
- 13（1993年 - 1994年）
- 47（1995年）
- 001（1996年 - 2004年）

### 登録名
- 前田 耕司（1983年 - 1994年、2002年 - 2004年）
- 前田 康伺（1995年 - 2001年）